# Monterinaldi (Firenze)

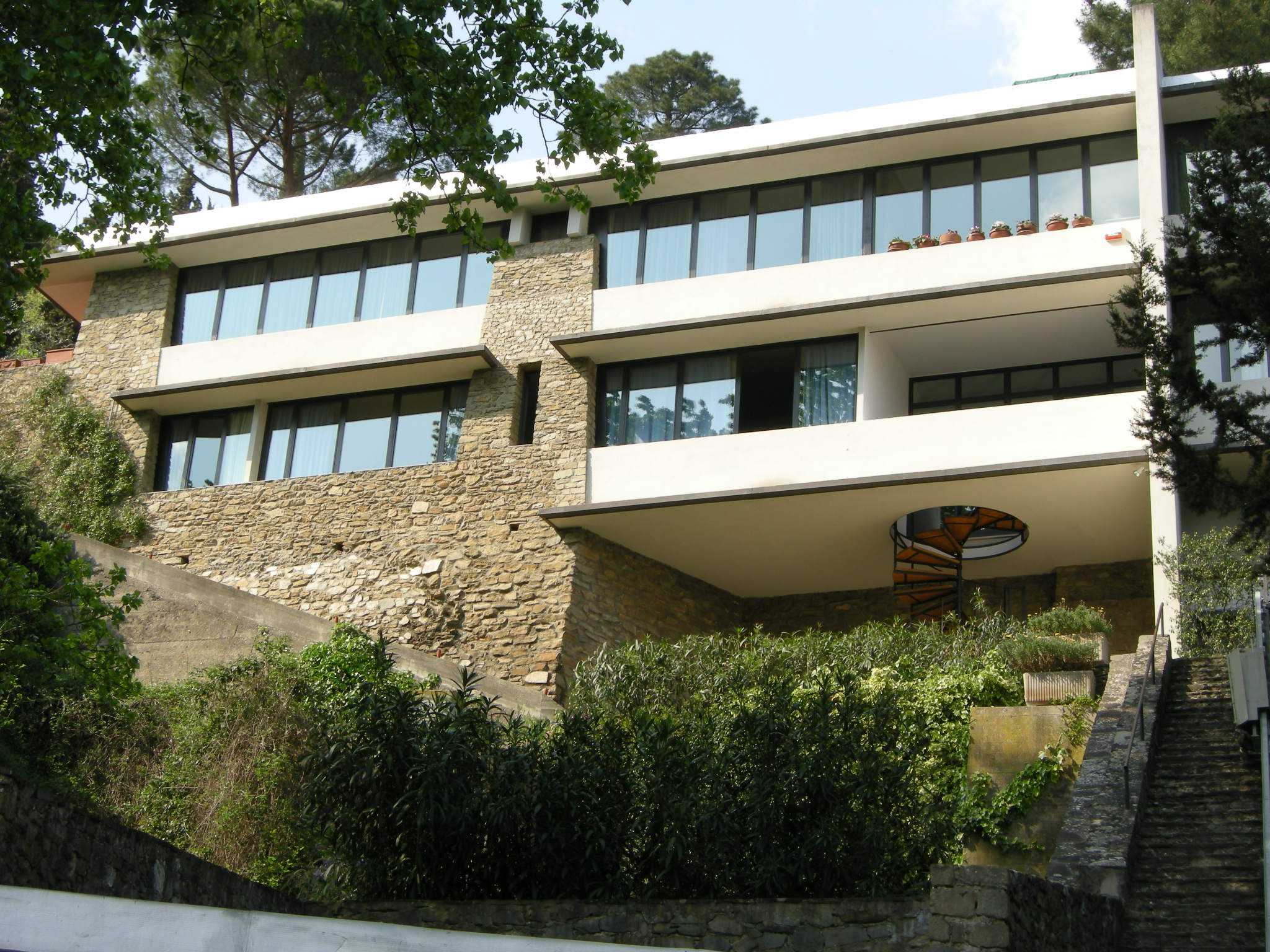
Monterinaldi

Monterinaldi è una zona collinare di Firenze situata tra la via Bolognese Nuova, la Lastra e la valle del Mugnone. La zona è famosa per le ville moderne costruite in larga parte dall'architetto Leonardo Ricci.

## Storia
Il nome Monterinaldi deriverebbe, secondo Giovanni Villani, da un certo Rainaldo, personaggio romano, ma il dato è privo di altri riscontri.
L'insediamento di case unifamiliari, comprese alcune case-studio d'artisti, fu realizzato da Leonardo Ricci con Giovanni Klaus Koenig e Gianfranco Petrelli tra il 1950 e la metà degli anni sessanta sull'omonima collina lungo la via Bolognese Nuova (a nord di Firenze), in posizione panoramicissima: proprio dirimpetto a Fiesole e verso la città. Sui terreni, solo in parte acquistati nel 1948 dall'architetto e da lui rivenduti ai vari committenti a prezzi molto vantaggiosi pur di assicurarsi la paternità dei progetti, sorsero un ristorante (poi da lui trasformato nella casa-laboratorio del ceramista Marcello Fantoni) e solo alcune case previste nel piano originario, che comprendeva la "casa teorica" per Milena - una delle due figlie di Ricci - di cui rimangono solo alcune tracce delle fondamenta nei pressi della casa-studio in questione e alcuni servizi comuni, mai realizzati: un gruppo di "laboratori aperti", serre, una piscina, un asilo.

## Urbanistica

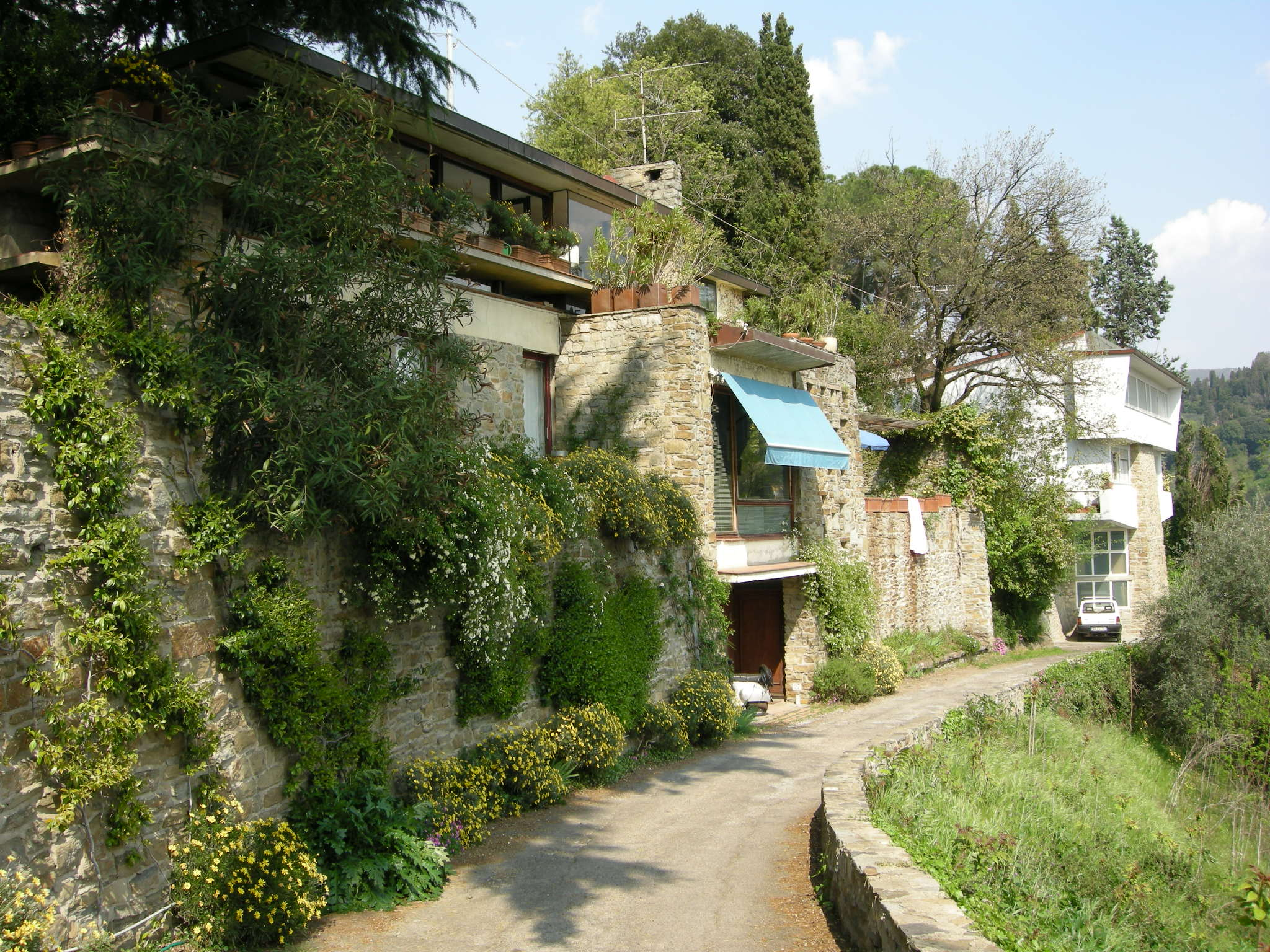
Monterinaldi

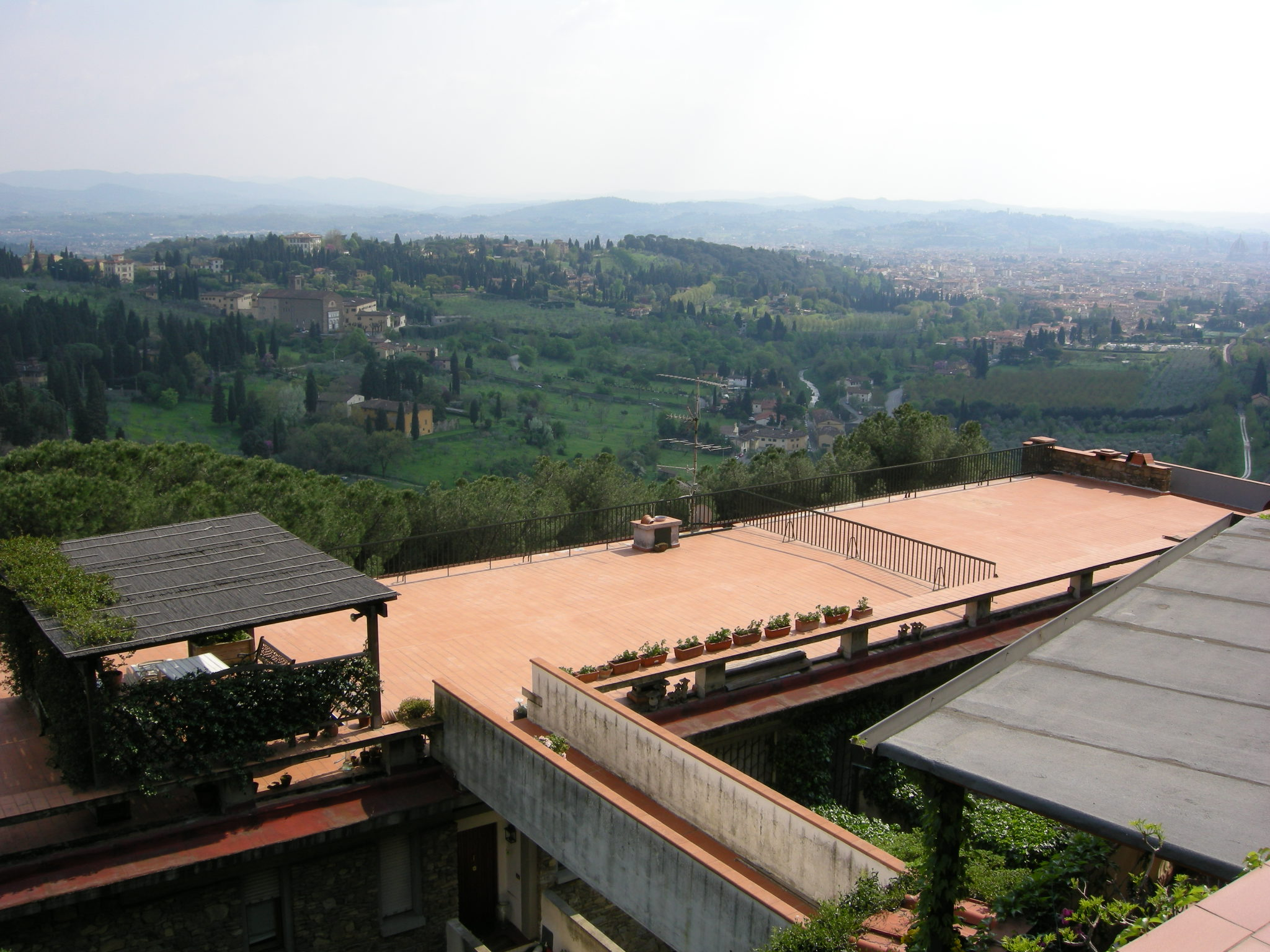
Panorama da Monterinaldi

Nelle intenzioni dell'architetto Monterinaldi doveva formare infatti un villaggio comunitario, privo di separazioni tra le proprietà, atto a favorire le relazioni tra le famiglie. Per quanto il piano-guida sia strumentale a una sistemazione urbanistica perfettamente organica rispetto all'orografia del sito, che condiziona anche la localizzazione e il primo schema planimetrico di ogni episodio architettonico, la crescita del villaggio è impostata sulla base di un programma "aperto", passibile cioè di modifiche e integrazioni rese necessarie dal manifestarsi spontaneo di nuove esigenze da parte degli abitanti (Boatto, 1959). Di qui il carattere sperimentale dell'intervento che trova ulteriore conferma nelle modifiche ai disegni preliminari apportate da Ricci in corso d'opera. 
Nonostante gli ampliamenti di alcune case, attuati dai proprietari nel sostanziale rispetto delle preesistenze (fatta eccezione per le gravi, recentissime, trasformazioni negli interni dell'ex casa Tinu Sebregondi), malgrado le recinzioni delle proprietà da parte di quegli abitanti che hanno voluto difendere la loro privacy, Monterinaldi ha mantenuta intatta la sua fisionomia e il suo valore di singolare, "esperimento" - notevole sul piano dei contenuti e della qualità architettonica - che non a caso ha avuto, già nel suo farsi, una significativa risonanza internazionale. Sul piano ideologico concretizza modi di vita decisamente anticonvenzionali, liberi, suscettibili di esprimersi in forme molteplici ma decisamente orientati a stimolare, mediante la valorizzazione degli spazi comuni all'interno e all'esterno della casa, quell'integrazione comunitaria che nel villaggio rimane in nuce.
Questo ideale venne parzialmente soddisfatto dall'embrionale colonia d'artisti, formatasi nell'ambito della compagine eterogenea degli abitanti, di cui oggi rimangono soltanto - quali unici testimoni ancora residenti nelle loro case-studio - la pittrice ceramista Romola Bellandi e il ceramista Marcello Fantoni. Dopo aver instaurato un rapporto personalizzato con i committenti per poter soddisfare al meglio le loro particolari esigenze, Ricci affrontò il progetto a partire da una concezione dell'architettura come "conformazione spaziale dell'esistenza" (Koenig, 1958), tradotta organicamente nella articolazione fluida, dinamica, degli spazi che, compenetrandosi, determinano l'intimo accordo tra artificio e natura mediante.

## Architettura

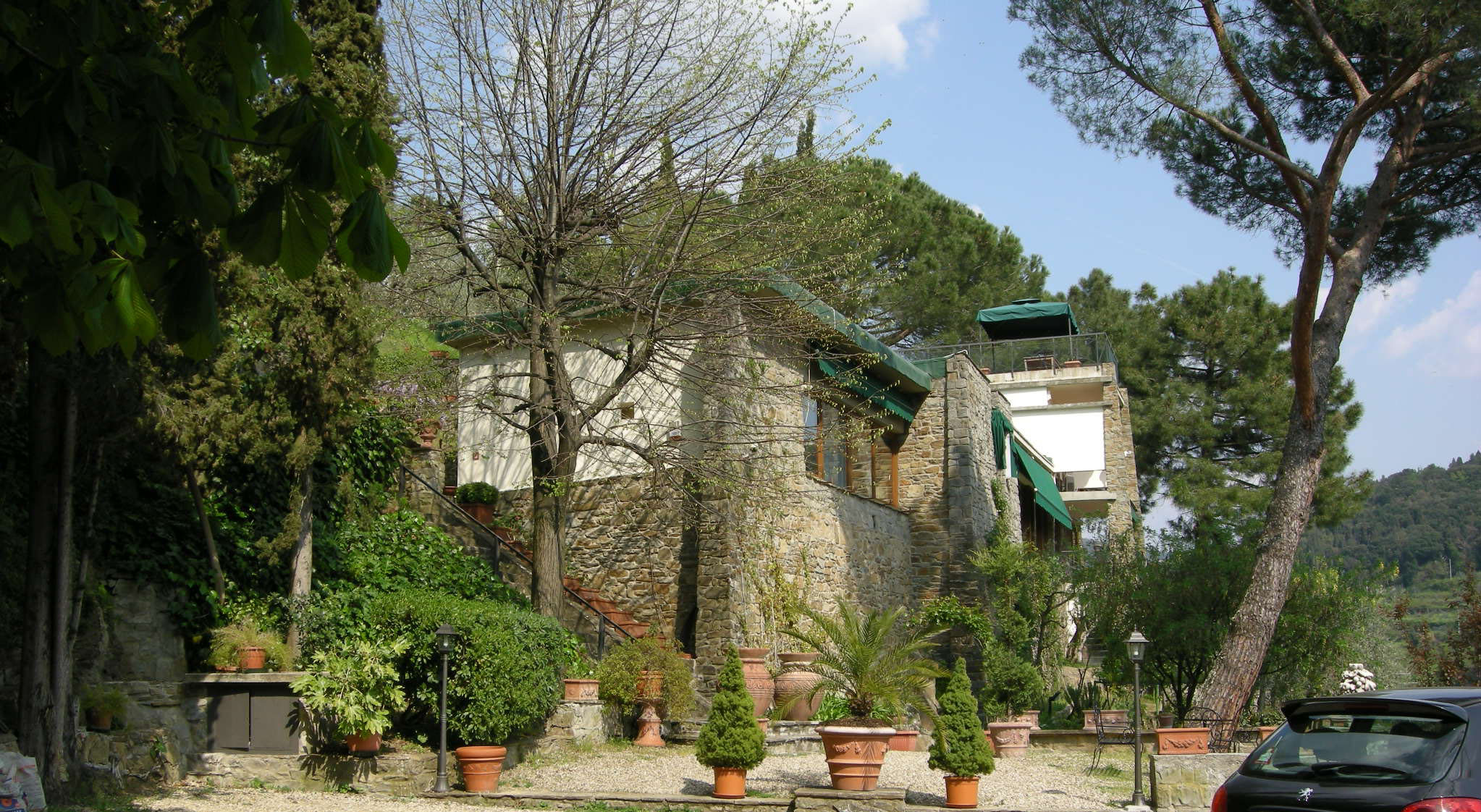
Monterinaldi

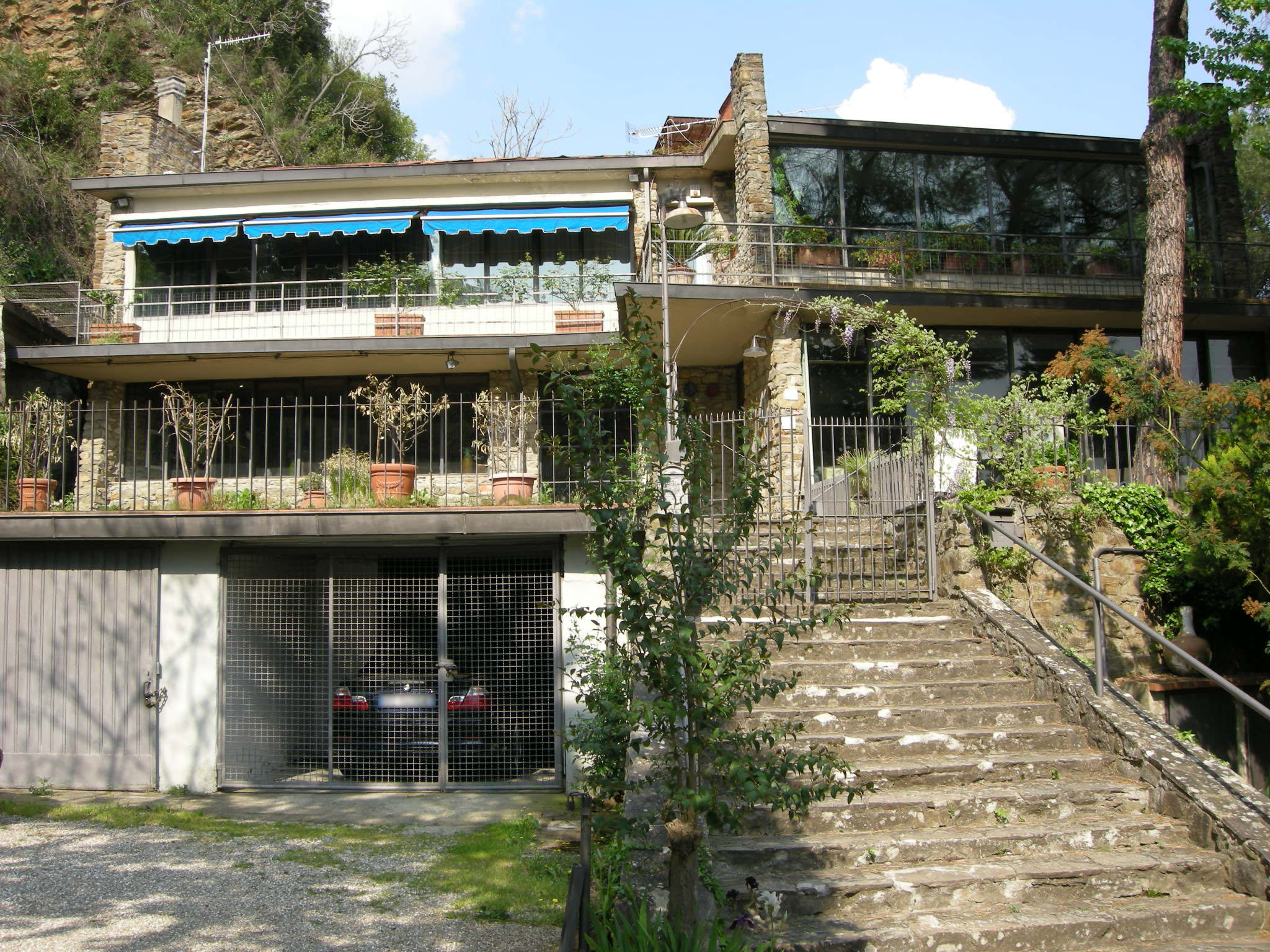
Monterinaldi

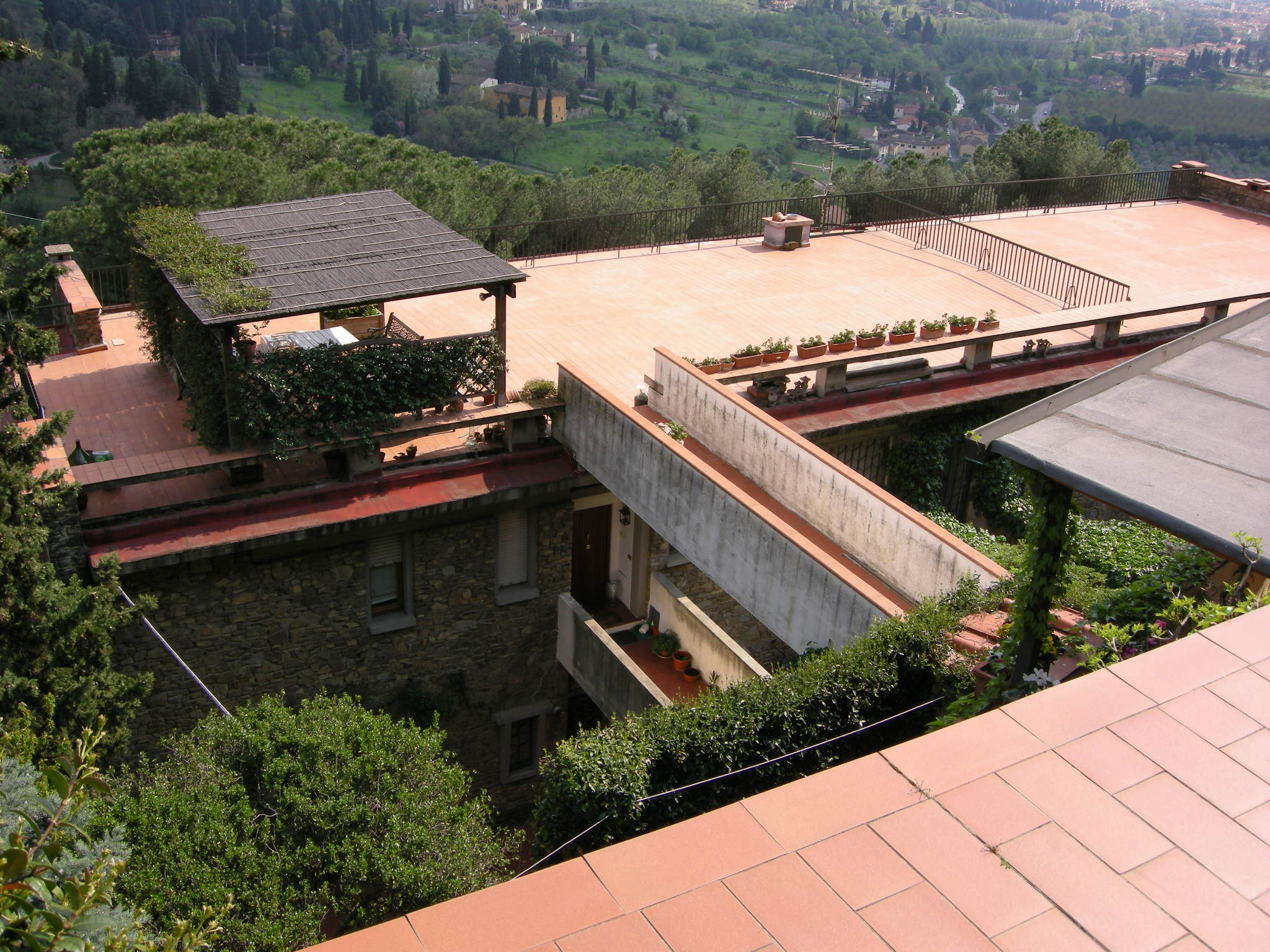
Monterinaldi

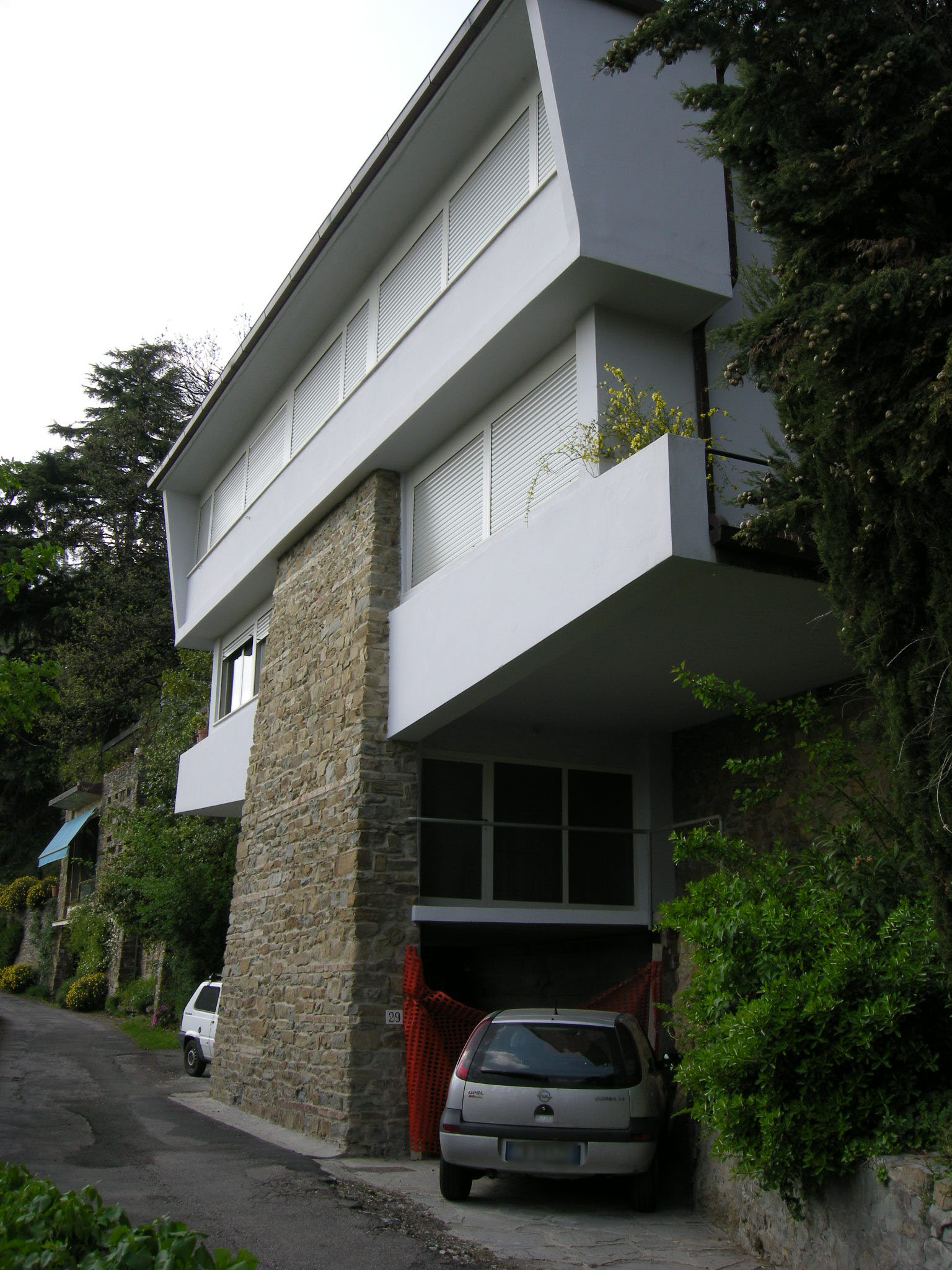
Monterinaldi

Sfruttando al meglio le vedute panoramiche, l'esposizione solare, le curve di livello, le case si adattano al terreno "impossibile" (roccioso, franoso, molto scosceso), talvolta ne esaltano la conformazione, ma pur radicandosi ad esso con robusti muri in pietra (delle cave di Monterinaldi) sono in grado di imporsi come presenze architettoniche dotate di una loro autonomia che deriva da una logica progettuale fondata sulla dissonante dialettica tra spazi, forme e materie (sintetizzata nel binomio cemento o laterizio armato - pietra locale). Sotto questo aspetto l'architetto risente di una duplice eredità che, filtrata criticamente, gli consentì di elaborare un linguaggio autonomo e originale: l'organicismo sui generis di Michelucci, per il modo di impostare piante e sezioni come "matrici di un organismo, come generatrici di spazi, come cavità suscitatrici di sensazioni, di comportamenti" (Koenig, cit. da Vasic Vatovec, 2000) e quindi a partire dall'interno e l'opera di Wright che - esperita anche direttamente, fin dal primo viaggio di Ricci negli USA (1952) - lo stimola in modo particolare con "Fallingwater" ma soprattutto per le indicazioni metodologiche del processo creativo, come origine appunto di una configurazione spaziale rivoluzionaria, atta ad esprimere meglio la vita come divenire continuo.
A Monterinaldi possiamo verificare il modo peculiare di Ricci nell'affrontare il problema dello spazio: non solo la compenetrazione tra spazi interni ed esterni viene portata alle estreme conseguenze, ma tra essi viene eliminata ogni distinzione gerarchica. Gli spazi esterni "non avvolgono il nucleo abitativo, ma sono le proiezioni all'infuori, le corrispondenze esterne dei singoli spazi interni, per cui la costruzione si allarga, si dilata e si lega al terreno con sorprendente efficacia" (Koenig, 1958). La casa non è quindi un organismo che si espande, con tante appendici, nella natura (come nelle Prairie Houses di Wright) ma è "concepito in toto con la natura, e lo spazio interno è solo una parte di esso... lo spazio è un "unicum" per cui ci sentiamo spesso in un interno, e invece siamo in un giardino, oppure inversamente ci sentiamo all'esterno, e siamo invece in uno spazio tecnicamente interno... il rapporto è invertito: non è lo spazio interno che "trabocca" ad assicurare la continuità inter-esterna, ma è la stessa categoria di spazio che agisce indifferentemente all'interno e all'esterno dell'abitazione, proclamandone l'eguaglianza" (Koenig, 1958).
Anche i tetti piani o leggermente inclinati, sempre accessibili, offrono l'opportunità di vivere all'aperto e di godere vedute panoramiche privilegiate.
Memori delle muraglie medievali, dalla caratteristica inclinazione a scarpa, e quindi legati a una matrice storica di chiaro influsso michelucciano (Vasic Vatovec, 2000), i muri in pietra locale non solo risolvono efficacemente l'ancoraggio di ogni casa al terreno, ma ne esaltano gli sviluppi verticali, dinamicizzati dall'andamento diagonale dei setti, tra cui si aprono le caratteristiche vetrate trapezoidali. Talvolta intere facciate si qualificano come cortine murarie massicce e compatte dalla ritmica scansione (case Degli Innocenti, ora Duranti, De Giorgi, ora di Milena Ricci, Van Damme Capacci, ora Guidi) oppure i muri in pietra fungono fisicamente o solo visivamente da trait d'union tra i due gruppi di case, sui versanti contigui della collina (lungo via Monterinaldi e via Biondetti): nel villaggio in cui ciascun episodio architettonico mantiene intatta la propria individualità.
L'architetto adotta una varia gamma di finestre che, oltre a qualificare la destinazione e il grado di intimità degli ambienti, denunciano palesemente la ricerca di molteplici, complesse soluzioni nel rapporto di mediazione tra interni ed esterni, non riducibile ad un semplice "dissolversi" dell'architettura nella natura. Le finestre sono ricavate dagli spazi tra due muri, o tra un muro e un pilastro, come del resto avviene per le feritoie tra i blocchi di pietra, talvolta condizionate dimensionalmente dai frammenti di vetro (scarti della lavorazione artigianale), recuperati e messi in opera (casa-studio di Leonardo Ricci e casa Petrelli).
La griglia compositiva delle facciate, talvolta molto articolata (casa-studio dell'architetto, casa Selleri) si basa sempre sull'intersezione, non esente dall'influsso del linguaggio neoplastico (come noterà Bruno Zevi a proposito della casa Mann Borgese a Forte dei Marmi) tra muri in pietra e elementi "passanti" (travi in cemento armato, solai in laterizio armato) comprese le bande orizzontali delle ampie vetrate in ferro e vetro (da serra), così da denunciare all'esterno con estrema chiarezza lo svolgimento dei percorsi interni. Il tema dei collegamenti interni ed esterni è molto sviluppato e prevede un'ampia gamma di soluzioni: scale in pietra, talvolta molto allungate per superare notevoli scarti altimetrici e con i gradini inclinati per rispettare le curve di livello (come all'esterno della casa-studio dell'architetto, delle case De Giorgi e Coisson); scale concepite come elementi plastici, filtranti (come quelle lignee a chiocciola delle case Tinu Sebregondi e Coisson o l'altra,'aerea',in ferro e lastre di pietra, all'esterno di casa Bellandi). Una rampa, di lecorbusiana memoria, sale lungo la facciata di casa Masi (poi Santori). La dovizia di percorsi, talvolta scomodi, faticosi e spesso pericolosi (l'architetto detesta le balaustre, anche sulle terrazze) è dettata dall'esigenza di rendere accessibili le case ai vari livelli, come pure di consentire la medesima libertà nel sistema distributivo degli interni.